# Хорошёвский тупик
Хорошёвский тупик расположен в Северном административном округе города Москвы на территории Хорошёвского района.

## История
Хорошёвский тупик появился в первой половине 1950-х годов. Получил название 11 декабря 1953 года от Хорошёвского шоссе, расположенного рядом.

## Расположение
Несмотря на то, что в настоящее время на картах часто отмечают Хорошевский тупик соединяющим Хорошевское шоссе и улицу Полины Осипенко, исторически Хорошевский тупик проходил ближе к м. Полежаевская, позднее был застроен и на данный момент на нем стоит новый корпус школы № 1288. От первоначального тупика сохранился небольшой въезд во дворы.

## Транспорт
Ближайшая остановка наземного общественного транспорта — «5-я Магистральная улица» — расположена на Хорошёвском шоссе около перекрёстка с Хорошёвским тупиком. Там останавливаются автобусы 39, 64, м6, т20, т35, т65, т86.
Ближайшие станции метро — «Полежаевская» Таганско-Краснопресненской линии и «Хорошёвская» Большой кольцевой линии.